# Controlled Substances Act
Controlled Substances Act, CSA (Prawo o Kontrolowanych Substancjach) – amerykański akt prawny regulujący obrót lekami mogącymi wywołać uzależnienie.
Według klasyfikacji CSA farmaceutyki dzielą się na 5 grup. Teoretycznie do przynależności do poszczególnych grup decyduje zastosowanie medyczne oraz potencjał nadużywania:
- Grupa I – duży potencjał nadużywania, brak uznanego zastosowania medycznego. Niedostępne w legalnym obrocie.
- Grupa II – duży potencjał nadużywania, niewielkie uznane zastosowanie medyczne. Dostępne tylko na receptę.
- Grupa III – potencjał nadużywania, istotne uznane zastosowanie medyczne. Dostępne tylko na receptę.
- Grupa IV – ograniczony potencjał nadużywania, istotne uznane zastosowanie medyczne. Dostępne tylko na receptę.
- Grupa V – minimalny potencjał nadużywania, istotne uznane zastosowanie medyczne. Mogą być dostępne bez recepty.

Rzeczywisty podział jednak często odbiega od teoretycznie przyjętych kryteriów – np. marihuana pomimo udokumentowanych zastosowań medycznych jest umieszczona w grupie I.
Przykładowe środki z poszczególnych grup:
- Grupa I – heroina, LSD, marihuana, MDMA, meskalina, psylocybina.
- Grupa II – amfetamina, kokaina, morfina, metylfenidat.
- Grupa III – kodeina, sterydy anaboliczne.
- Grupa IV – diazepam.
- Grupa V – środki zawierające niewielkie ilości kodeiny.